# Лакедемонівське сільське поселення
Лакедемонівське сільське поселення — муніципальне утворення у Неклинівському районі Ростовської області.
Адміністративний центр поселення — село Лакедемонівка.
Населення — 4174 осіб (2010 рік).
Поселення розташовано на заході Міуського півострову західніше міста Таганрог вздовж Міуського лиману й Таганрозької затоки Азовського моря.

## Адміністративний устрій
До складу Лакедемонівського сільського поселення входять:
- село Лакедемонівка — 1441 особа (2010 рік);
- село Біглиця — 1705 осіб (2010 рік);
- село Гаївка — 385 осіб (2010 рік);
- хутір Червоний Пахар — 137 осіб (2010 рік);
- село Малофедоровка — 392 особи (2010 рік);
- хутір Чапаєва — 114 осіб (2010 рік).